# 24-Autohöfe
24-Autohöfe ist eine Marke der 24-Autobahn-Raststätten GmbH (24 AR). Sie wird für privat geführte Autobahn-Rastanlagen an deutschen Autobahnen verwandt.
Das Unternehmen entwickelt, realisiert und vermietet weitgehend systematisierte und mit einem durchgängigen Betriebskonzept ausgestattete Autohöfe. Diese haben ein Corporate-Identity-Profil für verschiedene Eigentümer und Investoren.
Die Autohöfe der Marke haben insgesamt 2500 Abstellflächen für Pkw und Lkw, 1500 Sitzplätze in Gastronomiebereichen, 1500 m² Tankstellen- und Reiseshopflächen sowie 80 Dusch- und Waschanlagen.

## Geschichte
1997 wurde die 24-Autobahn-Raststätten GmbH von Alexander Ruscheinsky mit Geschäftssitz in Regensburg gegründet. Ein Jahr später wurden verschiedene Gastronomie-Modulen für Autohöfe entwickelt. Im Jahre 1999 wurde der 24-Autohof Wernberg-Köblitz (A93) eröffnet. Das 24-Handbuch wurde im Jahr 2000 für alle Betriebsabläufe der 24-Autohöfe ausgegeben. Vier Jahre nach der Gründung wurde mit der Auszeichnung für innovatives Verkehrsgastronomie-Design an die 24-Autohöfe die erste Auszeichnung verliehen.
2002 wurde eine offene Einkaufsgemeinschaft in den Bereichen Shop und Restaurant für Autohöfe, Restaurants und Tankstellen eingerichtet. Im Jahr darauf wurde der erste Barfußpfad im 24-Autohof Gramschatzer Wald eingerichtet. 2004 wurde gemeinsam mit einem Kooperationspartner die erste deutsche Autobahn-Rabattkarte auf den Markt gebracht. Im gleichen Jahr wurde die 24-A.R. (Stiftung für Straßenkinder) gegründet. 2006 wurde das erste Subway-Restaurant an der Autobahn im 24-Autohof Gramschatzer Wald eröffnet. Seit 2008 gibt es Parkplatzreservierungsmöglichkeiten für LKW im 24-Autohof Neumarkt. Im Autohof Gramschatzer Wald wurde 2009 mit Burger’z ein weiteres systemfähiges Gastronomiemodul für Autohöfe umgesetzt. 2010 wurde der Lkw-Parkplatz 24-Autohof Wernberg-Köblitz mit Einweihung des 400. zusätzlich geschaffenen Lkw-Stellplatzes durch den bayerischen Innenminister Herrmann erweitert. Im Folgejahr wurde das Gastronomiemoduls Caféino als VITAL-Restaurant entwickelt.
Im Oktober 2017 ging am 24-Standort Bad Rappenau die erste Air-Liquide-Wasserstoff-Tankstelle in Baden-Württemberg in Betrieb.
2020 wurde zum 14. Mal in Folge die offizielle Auszeichnung als Beste Autohof-Kette Deutschlands gewonnen.
2020 wurde am Standort 24-Autohof Bad Rappenau das erste Museum für Bademode und Badekultur, das BikiniARTmuseum, eröffnet.

## Betriebskonzept
Zum Betriebskonzept der Autohöfe gehört u. a.:
- Corporate Design – eine prägnante Architektur mit Raumprogramm und Außenanlagenkonzept
- Corporate Identity – ein 24-Markenauftritt mit Weiterentwicklung der Marke
- Gastrosystem mit verschiedenen, unterschiedlich zum Einsatz kommenden, eigenen Gastromodulen, wie 24-Fresh, Caféino, Burger’z oder Pizza’s und Kooperationspartnern wie Subway, McDonald’s, Paulaner Biergarten oder Burger King
- zentrale Dienstleistungen wie Werbegemeinschaft, Rabattierungssysteme und eine Einkaufsgemeinschaft
- Betreiberschulung für neue Pächter

Das Marketing der Autohöfe wird von der .B.A.L.L.S. Management KG übernommen.

## Merkmale der Autohöfe
Die Autohöfe bieten:
- 24-Stunden-Betrieb
- Restaurants mit Bedienung und Self-Service
- Große Tankstellen- und Reiseshops
- Tankstellen für Pkw
- Tankstellen für Lkw
- Parkflächen Pkw
- Parkflächen Lkw
- Zertifizierte Premium- und Quality-Parkflächen für LKW (Sicherheits-Parkplätze)[13]
- Sanitäranlagen mit Duschen und Waschtischen
- Autogas
- Erdgas *
- AdBlue
- Tesla-Supercharger-Stationen *
- Allego; fabrikatsungebundene Hochleistungs-Elektroladestation *
- Nomad-Elektrostationen für Kühlfahrzeuge *
- Kinderspielplatz *
- WLAN *
- Geldautomat *
- Autobahnkapelle *
- Barfußpfad *
- Hotel *
- Entertainmentcenter *
- Gastro-Marken: 24-Fresh, Cafélino, Burger’z, Pizza’z, Paulaner Biergarten, Subway, Dean&David, McDonald’s und Burger King *
- Air-Liquide-Wasserstoff-Tankstellen *

Die 24-Autohöfe werden an qualifizierte, selbstständige Unternehmer verpachtet und von diesen geführt. Die einzelnen Anlagen weisen einen hohen Stammkundenanteil auf.
Auf Autobahnen werden die Autohöfe mit blau-weißen-Verkehrszeichen als Autohöfe gekennzeichnet.

## Standorte
- 24-Shell Autohof Neumarkt, A3 – Ausfahrt 92a
- 24-TOTAL Autohof Bad Rappenau Nord, A6 – Ausfahrt 35
- 24-Express Autohof Bad Rappenau Süd, A6 – Ausfahrt 35
- 24-TOTAL Autohof Lutterberg, A7
- 24-Agip Autohof Homberg (Efze), A7 – Ausfahrt 84
- 24-Shell Autohof Gramschatzer Wald, A7 – Ausfahrt 100
- 24-TOTAL Autohof Leipzig Flughafen, A9 – Ausfahrt 16
- 24-TOTAL Autohof Halle-Tornau, A14 – Ausfahrt 16
- 24-TOTAL Autohof Sangerhausen, A38 – Ausfahrt 16
- 24-TOTAL Autohof Neuberg, A45 – Ausfahrt 41
- 24-TOTAL Autohof Wörrstadt, A63 – Ausfahrt 6 (Im Bau)
- 24-TOTAL Autohof Sulz-Vöhringen, A81 – Ausfahrt 32
- 24-Shell Autohof Wernberg-Köblitz, A93 – Ausfahrt 27
- 24-TOTAL Autohof Mühldorf, A94 – Ausfahrt 20
- 24-TOTAL Autohof Cloppenburg, B213 – Ausfahrt Jümmestraße

## Elektromobilität und Wasserstoff
Die Autohöfe übernehmen aufgrund der Erschließung aus beiden Autobahn-Fahrtrichtungen eine Vorreiterrolle bei der Verbreitung alternativer Antriebsstoffe, insbesondere der Elektromobilität in Deutschland.
- 2011 Errichtung einer Stromtankstelle im neuen 24-Autohof Neuberg (Langenselbold-West)
- 2013: Eröffnung einer der ersten vier Tesla-Supercharger-Stationen am 24-Autohof Bad Rappenau[14] (inzwischen 6 Tesla-Supercharger-Anschlüsse in Bad Rappenau)
- 2015: erste hochleistungsfähige E-Mobil-Ladestation in Deutschland, die fabrikatsunabhängig ist: Allego[15]
- 2015: Nomad-Elektrostationen für Kühlfahrzeuge[16]
- 2016: Tesla-Supercharger-Stationen an acht unterschiedlichen 24-Standorten
- 2016: Errichtung einer Wasserstofftankstelle am 24-Autohof Bad Rappenau
- 2017: Inbetriebnahme der Air-Liquide-Wasserstofftankstelle am 24-Autohof Bad Rappenau
- 2019: Eröffnung des Ionity-Elektro-Ultrasschnellladeparks am 24-Autohof Neumarkt
- 2020: Eröffnung der Ionity- und Tesla-Supercharger-Stationen im größten Elektroladepark Europas am 24-Autohof Lutterberg

## Auszeichnungen
Bei der Leserwahl Bester Autohof 2019 durch den HUSS-Verlag wurden die 24-Autohöfe Sieger in den Kategorien Gastronomie und Innovation mit dem 24-Autohof Bad Rappenau Nord. In der Kategorie Sicheres Parken erreichten sie den zweiten Platz.
Die 24-Autohöfe wurden 2020 zum 14. Mal in Folge von der DEKRA und dem etm-Verlag als Ergebnis einer Leserwahl in mehreren Fachzeitschriften die Auszeichnung Beste Autohof-Kette Deutschlands verliehen.
Die 24-Autohöfe wurden 2020 durch Focus Money mit dem Siegel Preis Sieger – Prädikat Gold ausgezeichnet.